# Opel 6/14 PS
Der Opel 6/14 PS war ein PKW der Mittelklasse, den die Adam Opel KG zusammen mit dem Modell 6/12 PS von 1909 bis 1910 als Nachfolger des Modells 8/9 PS baute.

## Geschichte und Technik
Der 6/12 PS und der 6/14 PS waren die ersten Mittelklasse-Opel, die der Rüsselsheimer Automobilhersteller aus eigener Konstruktion und nicht mehr nach dem System Darracq anbot.
Der Motor war ein Vierzylinder-Blockmotor mit 1544 cm³ Hubraum (Bohrung × Hub = 64 mm × 120 mm), der 14 PS (10,3 kW) bei 1500/min. leistete. Der seitengesteuerte Motor war wassergekühlt. Die Motorleistung wurde über eine Lederkonuskupplung, ein manuelles Dreiganggetriebe und eine Kardanwelle an die Hinterachse weitergeleitet. Die Höchstgeschwindigkeit der Wagen lag bei 50 km/h.
Der Rahmen bestand aus Stahlblech-U-Profilen. Die beiden Starrachsen waren, wie beim Vorgänger, an halbelliptischen Längsblattfedern aufgehängt. Die Betriebsbremse war als Innenbackenbremse ausgeführt, die auf die Getriebeausgangswelle wirkte. Die Handbremse wirkte auf die Trommeln an den Hinterrädern.
Es gab drei Karosserievarianten, einen zweisitzigen Phaeton, einen viersitzigen Doppelphaeton und ein Landaulet.
Die billigste Variante (Phaeton) kostete 5600 Reichsmark.
Während das Schwestermodell 6/12 PS bereits im Jahre seines Erscheinens wieder eingestellt wurde, gab es den 6/14 PS noch bis Ende 1910. Im Folgejahr ersetzte ihn der 6/16 PS.